# Adelslexicon der Preußischen Monarchie
Das Adelslexicon der Preußischen Monarchie ist ein sich mit dem preußischen Adel befassendes Nachschlagewerk in drei Bänden. Das dargebotene Material wurde von Leopold von Ledebur zusammengetragen und von diesem auch im Verlag von Ludwig Rauh Berlin herausgegeben.

## Inhalt
Berücksichtigung fanden die Adelsgeschlechter Preußens, unter Auslassung der vor dem 17. Jahrhundert erloschenen und der Fürstlichen oder noch ranghöheren Familien.
Das Werk bietet einen Kurzabriss zur Geschichte, wie bspw. des ersten urkundlichen Auftretens oder Standeshebungen einer Familie. Genannt werden ebenfalls einzelne herausragende Probanden bzw. solche, die für die Darstellung einer Familie immanent waren. Ebenfalls enthalten sind Wappenbeschreibungen. Vor allem aber, und darin besteht die Besonderheit gegenüber den anderen historischen Adelslexika, werden Angaben zum Grundbesitz in Preußen, in einigen Fällen darüber hinaus gemacht.
Ebenfalls zeichnet sich das dreibändige Werk v. Ledeburs durch zahlreiche Korrekturen gegenüber Vorautoren im Thema und Komplettierungen insbesondere im Bezug auf die Anzahl der Geschlechter aus.
Während die Bände 1 und 2 ausschließlich der alphabetischen Abfolge folgen, bringt der 3. Band zusätzlich für das gesamte Alphabet Nachträge und Korrekturen, so dass ein Hinzuziehen des 2. Teiles des 3. Bandes mindestens zu empfehlen, wenn nicht sogar unerlässlich ist.
Den Anspruch der Vollständigkeit nahm der Autor seinerzeit ausdrücklich nicht für sich in Anspruch.

## Die einzelnen Bände
- Band 1: A–K, Berlin 1855 Volltext
- Band 2: L–S, Berlin 1856 Volltext
- Band 3: T–Z, Berlin 1858 Volltext (2. Abschnitt beginnt S. 179)

### Nachträge
- Nachträge zum Adelslexicon der Preussischen Monarchie. Erste Lieferung. In: Archiv für Deutsche Adels-Geschichte, Genealogie, Heraldik und Sphragistik. I. Teil. Hrsg. v. Dr. Leopold Freiherr von Ledebur. Berlin, 1863. Verlag von L. von Warnsdorff. Digitalisat MDZ S. 271–352.
- Nachträge zum Adelslexicon der Preussischen Monarchie. Zweite Lieferung. In: Archiv für Deutsche Adels-Geschichte, Genealogie, Heraldik und Sphragistik, II. Teil. Hrsg. v. Dr. Leopold Freiherr von Ledebur. Berlin, 1865. Verlag von L. Rauh. Digitalisat MDZ S. 28–153.

## Rezension
- George Adalbert von Mülverstedt: Adels-Lexikon der Preußischen Monarchie von L. Freiherrn v. Ledebur, Berlin. Rauch. 1854. Erstes Heft. 80 Seiten. gr. 8. In: Preußische Provinzial-Blätter, Band 6, Königsberg 1854, S. 63–83